# 钩 (兵器)

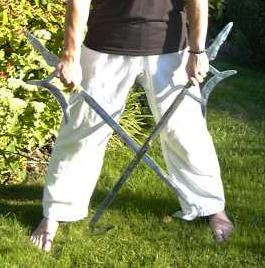
圖片中的是兩支护手钩

钩是外來的中國傳統武器，由戈演变而成，有单钩、双钩、鹿角钩以及挠钩等，是一种多刃的兵器。在春秋时期，钩与戈、戟并用。钩夾雜於以前北方的武術，但現在用於在南方的武術。
清朝允祿等所編的《皇朝禮器圖式》收錄有清軍所用的三鬚鈎，鐵為之通長一丈五尺七寸，鈎各長七寸，分置三面下曲如雞距，竹柄長一丈五尺，圍一寸八分，髤朱束藤八道。

## 延伸阅读
[在维基数据编辑]
 《欽定古今圖書集成·經濟彙編·考工典·鉤部》，出自陈梦雷《古今圖書集成》